# Cululú
Cululú est une commune argentine du département de Las Colonias, dans la province de Santa Fe.

## Personnalités liées à la commune
L'ancien footballeur Emiliano Sala est né et a vécu jusqu'à ses trois ans dans la commune.